# Dacia (provincia romana)
La provincia romana de Dacia (en latín, Dacia), también conocida como Dacia Trajana o Dacia Felix, fue una provincia del imperio romano, cuyo territorio corresponde con la histórica región europea de Dacia, delimitada al norte por los Cárpatos y al sur por el Danubio, que corresponde actualmente con Rumanía y Moldavia. La región fue conquistada por el Imperio romano tras las guerras dacias en la primera década del siglo II (años 100) e incorporada al mismo como provincia.
Sus habitantes fueron denominados getas por los griegos, mientras que el nombre latino era el de dacios. Se supone que provenían de los tracios.

## Conquista romana

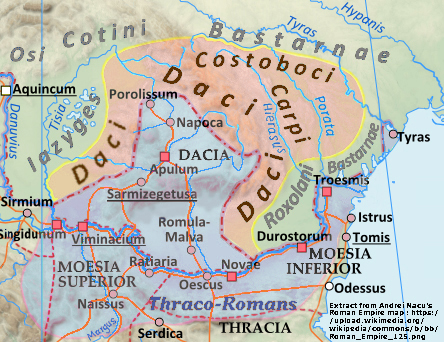
Influencia romana en azul, influencia de los dacios libres en rojo (aproximativo y variable).

En el 87, el emperador Domiciano decidió enviar a su prefecto y jefe de la Guardia Pretoriana, llamado Cornelio Fusco, a castigar y conquistar a los dacios con cuatro o cinco legiones,  entre éstas la V Alavdæ, las cuales cayeron en una emboscada y fueron vencidas en la Batalla de Tapae (cerca de la ciudad de Caransebes). En tal combate pereció el propio Fusco. Fue tras esta victoria que Dirpanneus, transliterado como Dirpaneo, como hasta entonces le llamaban los romanos, trocó su nombre por el de Dekebal, cuyo significado sería: fuerte como diez (hombres).
En el 88, Lucio Tetio Juliano comandó otro ejército romano que fue nuevamente derrotado en la zona de Tapae. Casi al mismo tiempo, los germanos se rebelaron en la frontera del Renvs (Rin) y para frenarlos el Imperio romano debió distraer fuerzas desde la Moesia, fuerzas que estaban hasta ese momento encargadas de reprimir a los dacios. Ante tal coyuntura, los romanos se vieron forzados a comprar la paz a los dacios mediante el pago de importantes sumas de dinero en forma de tributo. Los romanos incluso debieron enviar ingenieros y arquitectos para embellecer y fortalecer la capital dacia en Sarmizegetusa (tratado del año 89). La situación humillante para los romanos duró hasta que Trajano accedió al trono en el 98, e inmediatamente después dispuso una serie de campañas militares muy bien concertadas que llevaron al Imperio romano hasta alcanzar su máxima extensión geográfica. 
Diupanneo-Decébalo fue entonces derrotado por los romanos, quienes invadieron la Dacia después de la tercera batalla de Tapae, ocurrida en el 101, luego de la cual, los romanos impusieron un rey títere ("cliente") para los dacios bajo "protectorado" romano; tres años después Decébalo venció nuevamente a las tropas romanas establecidas en Dacia, con lo que los romanos se vieron obligados a enviar enormes refuerzos. Luego de un prolongado asedio a Sarmizegetusa y una larga guerra, los romanos conquistaron Dacia. Tras ser capturado y apresado por los soldados romanos, Diupanneo-Decébalo se vio obligado a suicidarse en el año 106.
El emperador Trajano la convirtió en una provincia romana tras las victorias obtenidas en las campañas conocidas como guerras dacias, que tuvieron lugar en el periodo comprendido entre (101-102) y (105-107). De los dos millones de dacios, cerca de quinientos mil fueron vendidos como esclavos.

## Organización territorial

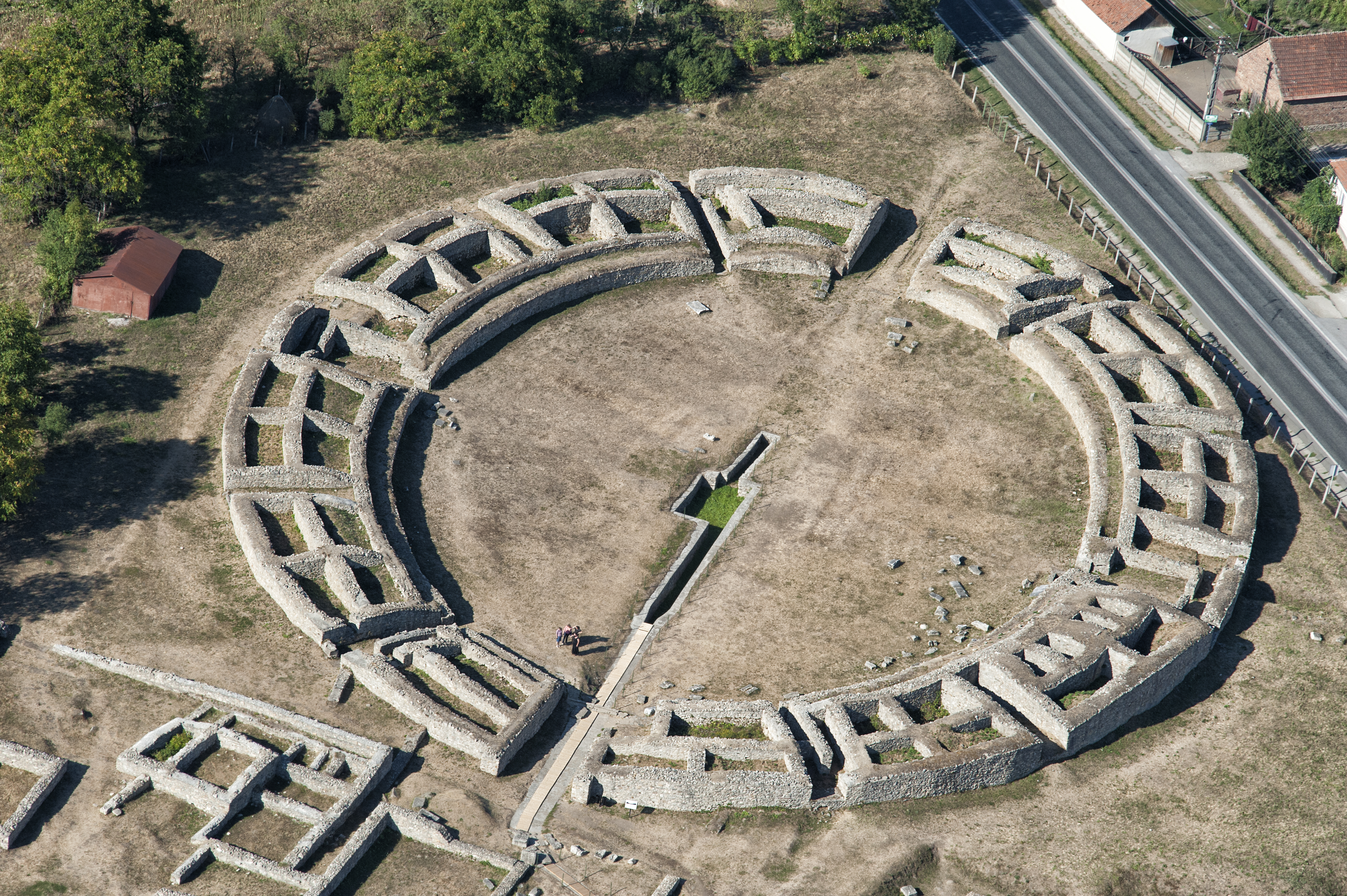
Ruinas del anfiteatro de Ulpia Traiana Sarmizegetusa, capital de la Dacia romana.

El ordenamiento territorial de la nueva provincia fue definida sólo en 117 por el emperador Adriano, quien renunció a algunas franjas del territorio conquistado por su predecesor y dividió la zona en dos provincias: Dacia Inferior y Dacia Superior, más o menos correspondientes a las actuales Oltenia y Transilvania, de las que en 159 se separó una tercera unidad administrativa en el norte, la Dacia Porolissum (cetatea porolissum), pasando a llamarse las otras dos Dacia Apulensis y Dacia Malvensis, con un gobernador al frente, antes de reunificarse en 168 en una provincia única bajo Marco Aurelio.
Las subdivisiones se hacían en función de la eficiencia defensiva: contrariamente a la política expansionista de Trajano, Adriano se percató de los delicados problemas surgidos con la nueva adquisición territorial que, penetrando en el territorio bárbaro más allá del límite natural del Danubio, corría el riesgo de convertirse en una zona de tensión más que en un refuerzo de las posiciones romanas en los Balcanes. Además, como consecuencia de su posición geográfica, la provincia estaba descentrada respecto de las vías de tráfico del Imperio.
La capital fue Ulpia Traiana Sarmizegetusa, fundada como colonia a 30 km al norte del oppidum dacio. Otras ciudades se desarrollaron gradualmente en torno a los emplazamientos militares: en la Dacia Superior, Apulum, Napoca, Potaissa, Porolissum, en la Dacia Inferior, Romula y Drobeta.

## Recursos naturales
Los principales recursos naturales de la provincia, abundantemente explotados por los romanos, fueron la sal y la minería, especialmente la aurífera, hasta tal punto que se cree que, tras la anexión de la Dacia, se procedió a una rebaja de impuestos en todo el Imperio.

## Repoblamiento y colonización

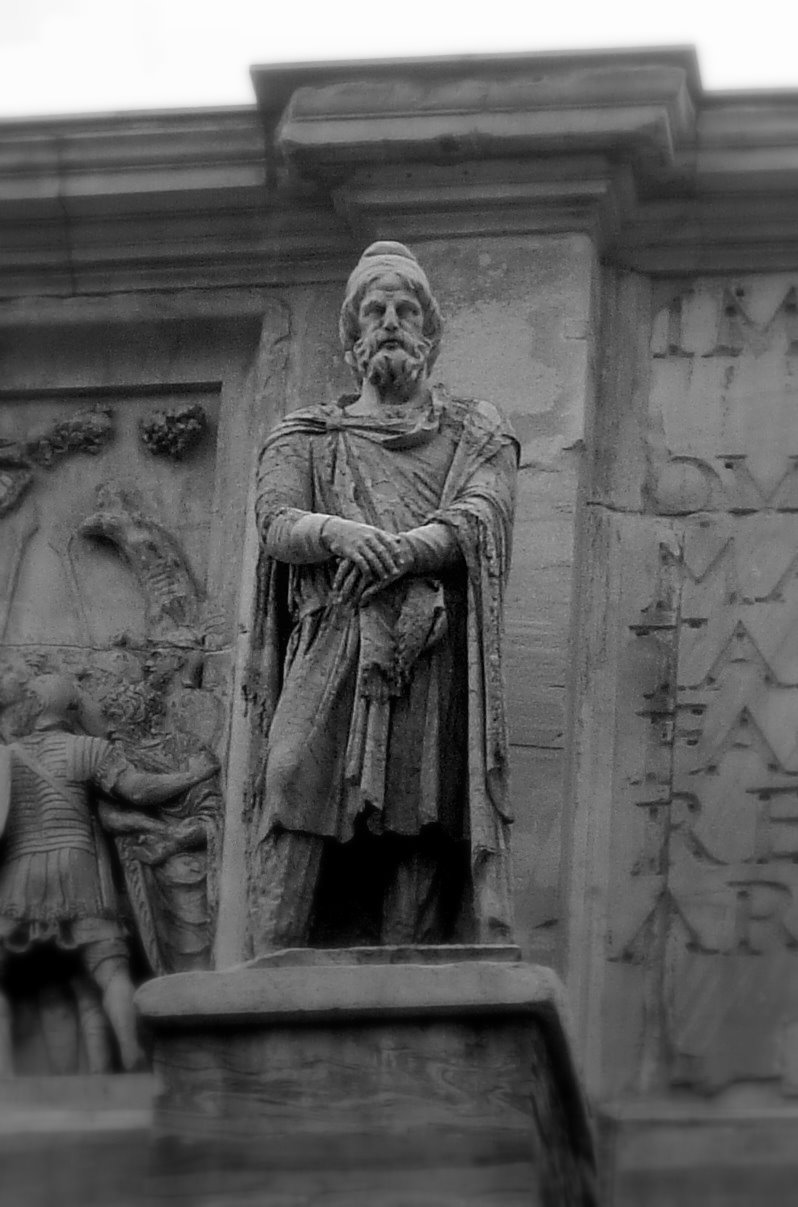
Guerrero dacio en el Arco de Constantino, procedente del Foro de Trajano.

Debido a su propia situación geográfica y estratégica, así como a la importancia económica del territorio, la provincia de Dacia no quedó como una mera avanzada de frontera, sino que requirió una intensa colonización, que fue incentivada por el gobierno. Una fuente tardía habla de innumerables colonos llegados de todo el Imperio. De hecho, una rica documentación epigráfica confirma que la provincia tenía una población cosmopolita.
El proceso de colonización duró 165 años. La destrucción de las ciudades dacias y la reconstrucción según el modelo urbanístico de la ciudad romana, así como la introducción del latín como lengua oficial, aceleraron el proceso de romanización y, posteriormente, de cristianización. En las ciudades, los veteranos de guerra licenciados de las legiones contribuyeron igualmente a la difusión de la cultura y civilización romanas.

## El abandono de la provincia
Con el proceso de las invasiones bárbaras a partir del siglo III, las tribus germánicas ejercieron presión sobre las provincias fronterizas del Imperio romano, a la vez que los recursos militares del Imperio empezaban a estar sobrecargados. De hecho, aunque el emperador Aureliano logró derrotar a los godos en la zona en el 271, tomó la decisión de abandonar la provincia, iniciando ese mismo año la evacuación del Ejército romano y de la administración civil hacia la provincia de Moesia, evacuación completada en 272.
A pesar del abandono de parte del Imperio, la ocupación romana dejó entre los habitantes de la ex-provincia un sello latino indeleble, reflejado principalmente en el idioma, el cual logró conservar sus raíces romances, pese al aislamiento y haber estado sometido a las influencias eslavas. La Dacia romana evolucionaría con el tiempo dando origen a la actual Rumanía.

## Descubrimiento de las antigüedades romanas
Las antigüedades romanas de Transilvania fueron los primeros testimonios arqueológicos de Rumanía que suscitaron interés en época moderna.
La historia de los estudios empezó en el siglo XV, cuando la región en parte pertenecía a reino de Hungría. Las ruinas de Ulpia Traiana Sarmizegetusa, aún visibles, surgían a poca distancia del castillo de Hunedoara, una de las residencias del rey Matías Corvino. Su corte era una de las más brillantes de Europa y acogía a diversos humanistas, con lo que al advertir los restos se comenzó a recoger las inscripciones y a transcribirlas. La obra de estos primeros eruditos forma parte de la historia general de la cultura, más que de la arqueología.
De hecho, los intereses de los anticuarios contribuyeron también a destruir los últimos restos de las ciudades romanas que poco a poco eran redescubiertas, ya que dieron lugar a expoliaciones masivas. El fenómeno aumentó entre el siglo XVIII y el XIX, cuando los descubrimientos de Transilvania fueron a engrosar las colecciones imperiales de Viena, mientras que en el principado de Valaquia se formaban, según el modelo de la Europa occidental, las primeras colecciones aristocráticas. En Transilvania, la más importante era la del barón Brukenthal, primer núcleo del Museo de Sibiu.
Ferdinando Marsigli (1658-1730) fue un ingeniero militar de Bolonia que recorrió Transilvania, Hungría y Valaquia con el ejército austriaco con el encargo de precisar los límites de las provincias anexionadas hacía poco al Imperio austrohúngaro tras las guerras austro-turcas. Marsigli registró y dibujó todas las antigüedades que se encontró, compilando un mapa arqueológico del que salieron varias ediciones. Trabajo útil aún debido a los restos que documentó y que fueron destruidos posteriormente.
En 1843 fue fundado el Museo de Bucarest concebido no como pura colección de arte, sino como recolección sistemática de material arqueológico. En la segunda mitad del siglo XIX comienzan las excavaciones en las ciudades de la Dacia meridional, realizadas por Grigore Tocilescu, cuyo nombre está vinculado a la publicación del monumento triunfal de Adamclisi en Dobruja.

### Ulpia Traiana Sarmizegetusa

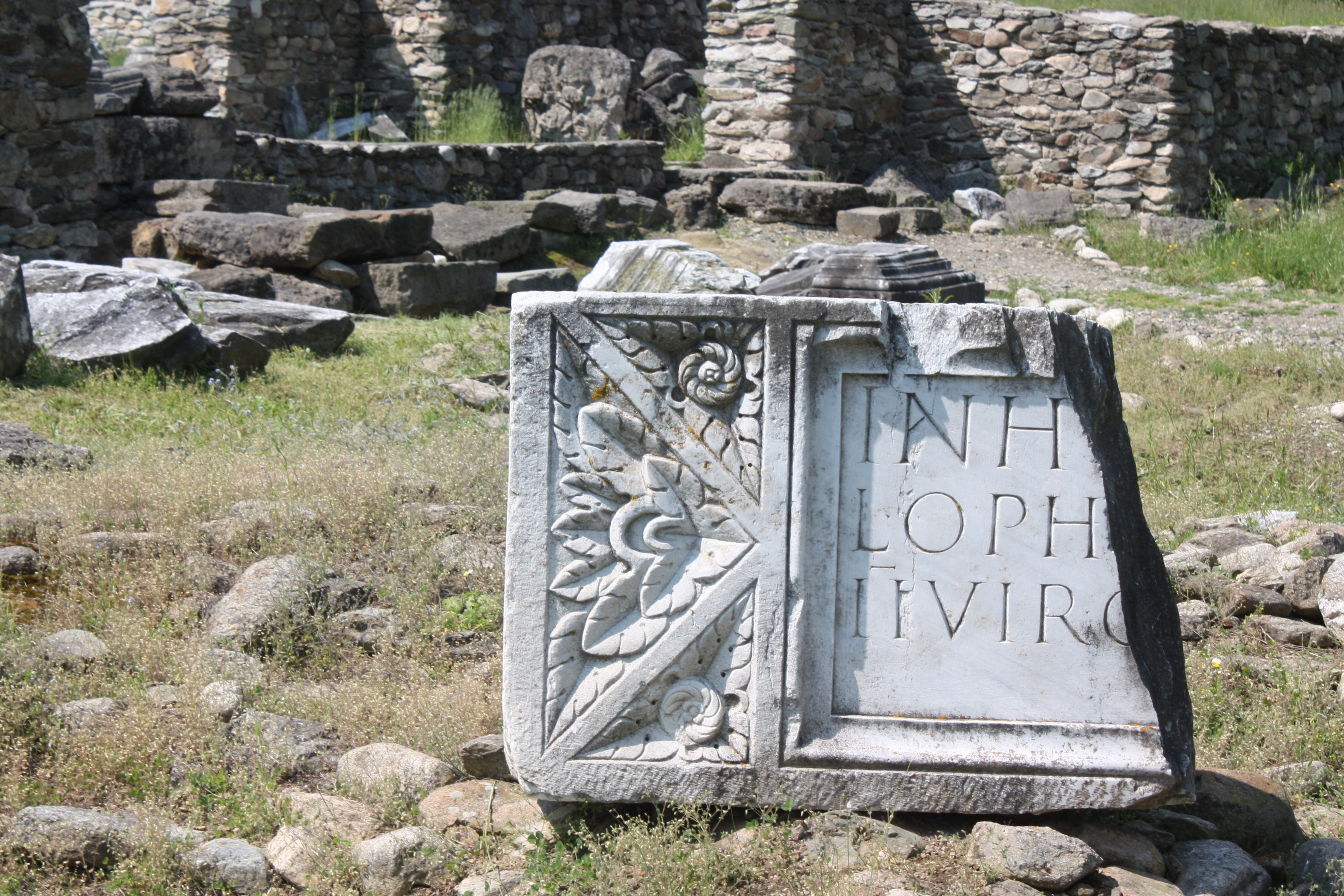
Ruinas de Ulpia Traiana Sarmizegetusa, capital de la Dacia romana.

Declarada zona de interés nacional y sustraída así de las rapiñas de los buscadores de las antigüedades, Ulpia Traiana Sarmizegetusa, la capital romana, ha sido objeto de excavaciones sistemáticas a partir de 1924. Hay pocos vestigios, pero ha sido posible precisar más o menos su extensión. Fundada sobre terreno virgen, tenía una planta regular, casi cuadrada, y estaba amurallada. Posteriormente, se construyeron fuera de la ciudadela un anfiteatro y algunos templos.
En el centro de la ciudad se han hallado el foro y un vasto edificio anexo, que una inscripción ha permitido identificar con la sede del colegio de los augustales, los sacerdotes municipales encargados del culto al emperador. El edificio es posterior al foro, que se remonta a la fundación de Sarmizegetusa.
En el lado sur del Foro, una serie de tiendas fue transformada en una sala basilical, desde la que se accedía al complejo adyacente. El acceso principal a la sede de los augustales estaba en el lado opuesto y daba a un gran patio con un altar en el centro. De allí, a través de un pórtico, se pasaba a un segundo patio más pequeño, cuyo lado posterior estaba bordeado por un cuerpo de edificación con una fachada monumental de arcadas ciegas, que comunicaba con la sala basilical del foro y estaba subdividido en una serie de estancias; la central hacía de templo.
El complejo está inspirado en la arquitectura militar, ya que representa, en la distribución de los ambientes que gravitan sobre el patio interior, la planta típica del pretorio castrense. Por dimensiones y dignidad arquitectónica es el más notable de los identificados en la ciudad.